# Vércukor-tudatosság tréning
A BGAT (Blood Glucose Awareness Training, Vércukor Tudatosság Tréning) egy pszichoedukációs intervenció, ami segít a cukorbetegeknek megtanulni, hogy vércukorszintjük magasan vagy alacsonyan van-e adott pillanatban. Kutatások támasztják alá, hogy segítségével könnyebben elkerülhetik a betegek a hiper- és a hipoglikémiát (a túl magas- ill. túl alacsony vércukorszintet).
Az 1-es típusú cukorbetegek tulajdonképpen folyamatosan egyensúlyoznak három (a betegségük szempontjából kulcsfontosságú) területen: az étkezés, a mozgás és az inzulin pótlásában. Ezeknek összhangja (vagy épp elmozdulása valamelyik irányba) dönti el, hogy milyen a vércukorszint – mind a túl magas, mind a túl alacsony vércukorszint súlyos egészségügyi következményekkel jár, így az a cél, hogy folyamatosan a középtartományban maradjon, és ne ingadozzon – mint az egészséges emberek esetében. Ez a szabályozás a beteg feladata, ami sok esetben kihívást okozhat.

## BGAT
A BGAT segít az 1-es típusú cukorbetegeknek abban, hogy normál tartományon belül tudják tartani vércukorszintjüket. Megtanulják, hogyan van hatással vércukorszintjükre az étkezés, a testmozgás és az inzulinszint. Ezen túl azt is fel kell tudniuk mérni, hogy vércukorszintjük adott pillanatban magas vagy alacsony-e, illetve azt, hogy melyik irányba fog várhatóan változni. Tehát a nyolchetes tréning célja, hogy a beteg észlelje aktuális vércukorszintjét (ha kell, korrigálni tudja), és a jövőben képes legyen elkerülni a szélsőséges vércukorszintet. 

### Szakaszai
A BGAT 8 szakaszból áll.
Az első szakasz összeköti a tréning tartalmát a mindennapi élettel: házi feladatot kapnak, és vércukor észlelési naplót vezetnek. Összeírják azokat a helyzeteket, amikor vércukoringadozást éreznek, megbecsülik, milyen értékük lehet, majd ellenőrzik, mennyire volt helyes az észlelésük. Ez az egész tréning folyamán folytatódik, melynek során egyre pontosabb becsléseket tudnak adni a résztvevők.
A 2-4 szakaszokban a külső tényezőket veszik számba, például hogyan hat a szénhidrát bevitel, az inzulinbeadása, vagy a testmozgás a vércukorszintre. Itt a cél az, hogy felhívják a figyelmet azokra az alkalmakra, mikor nem volt egyensúly a három fent említett tényező között.
Az 5-7 szakaszokban megtanulják a betegek, hogy milyen tünetek azok, amelyek mentén felismerhetik az extrém vércukorszintet, így fejlődhetnek ezek azonosításában. 
Az utolsó szakaszban összefoglalják az előző szakaszban tanultakat, valamint a cél itt a visszaesés megelőzése.

## A BGAT hatékonysága
A BGAT az egyik legjobban dokumentált és kutatásokkal alátámasztott tréning 1-es típusú cukorbetegek számára. 
Egy utánkövetéses vizsgálatban csaknem 5 év távlatában a kontrollcsoporthoz képest jobb vércukorszint-becslést, kevesebb autóbalesetet és kevesebb súlyos hipoglikémiát találtak a BGAT-1 tréningben résztvevőknél. Ezek az eredmények több más kutatásban is megismétlődtek, valamint új előnyökre is rámutattak, mint a kisebb félelem a hipoglikémiától, kevesebb depressziós tünet (azoknál, akik kezdetben ilyenekről számoltak be), jobb pontszám az életminőség skálán és nagyobb tudás betegségükkel kapcsolatban. 
Egy éves utánkövetésben viszont a BGAT-1 alulmaradt a CBGT (Cognitive Behavioral Group Therapy, Kognitív Viselkedés Csoportterápia) hatékonyságával szemben – igaz ez csak a kiindulásnál magas depressziós tünetekről beszámoló páciensek esetében volt igaz.
A BGAT-2 esetében nagyon hasonló pozitív eredményekre jutottak, mint amiket az első verziónál említettünk. 

## BGATHome.com
A költségek minimalizálása érdekében, és hogy minél több emberhez eljusson ez a program, kidolgozták az online elérhető verzióját is. Ez egy bevezetőből és két további szakaszból áll. Ez egy interaktív program, melyben a résztvevők vezetni tudják személyes adataikat, vércukornaplójukat, inzulin bevitelüket, stb. Ezekből az adatokból pedig személyre szabott visszajelzést kapnak. Az online program elindulásakor több százan adták be jelentkezésüket, hogy részt vennének a kutatásban, ezzel is alátámasztva, hogy milyen nagy igény van az ehhez hasonló tréningekre.